# Joey Litjens
Joey Litjens (Venray, 1990. február 8. –) holland motorversenyző, legutóbb a MotoGP 125 köbcentiméteres géposztályában versenyzett.
A sorozatban 2005-ben mutatkozott be, szabadkártyásként hazai versenyén, a Holland TT-n. 2007-ig összesen 32 futamon indult, ezeken pontot nem szerzett.